# Knychówek
Knychówek [pronunciación en polaco: /knɨˈxuvɛk/] es una aldea ubicada en el distrito administrativo de Gmina Korczew, dentro del condado de Siedlce, Voivodato de Mazovia, en el centro-este de Polonia. Se encuentra a unos 4 kilómetros al suroeste de Korczew, a 28 kilómetros al noreste de Siedlce, y a 108 kilómetros al este de Varsovia.